# Rödöns församling
Rödöns församling är en församling i Norra Jämtlands kontrakt i Härnösands stift. Församlingen ingår i Krokoms pastorat och ligger i Krokoms kommun i Jämtlands län.

## Administrativ historik
Församlingen har medeltida ursprung. 
Församlingens gränser ändrades flera gånger:
- 1 januari 1932 (enligt beslut den 20 mars 1931) - Den till Rödöns församling hörande delen av före detta Vallruens avradsland omfattande en areal av 12,70 km², varav 12,40 km² land, överfördes från Rödöns församling till Föllinge församling.[3]
- 1 januari 1935 (enligt beslut den 16 februari 1934) - Undroms bys fyllnadsjord med 5 invånare (den 31 december 1934)[4] och omfattande en areal av 1,87 km², varav 1,86 km² land, överfördes från Rödöns församling till Ås församling.[3]
- 1 januari 1937 (enligt beslut den 27 mars 1936) - Fastigheterna Lund 1:4, Rödöbodarna 1:2-1:8 och Övergård 1:4, omfattande en areal av 14,77 km², varav allt land, överfördes från Rödöns församling till Offerdals församling.[3] Området var obebott.[5]
- 1 januari 1938 (enligt beslut den 29 januari 1937) - Fastigheten Vejmon 1:4 med 5 invånare (den 31 december 1937),[6] omfattande en areal av 0,06 km², varav allt land, överfördes från Rödöns församling till Alsens församling.[3]
- 1 januari 1939 (enligt beslut den 12 mars 1938) - Fastigheten Vejmon 2:4 omfattande en areal av 0,04 km², varav allt land, överfördes från Rödöns församling till Alsens församling.[3] Området var obebott.[7]
- 1 januari 1942 (enligt beslut den 12 september 1940) - Fastigheten Backen 1:10  med 5 invånare (den 31 december 1941)[8] och omfattande en areal av 0,01 km² överfördes från Rödöns församling till Näskotts församling.[9]
- 1 januari 1952 (enligt beslut den 5 maj 1950) - Ett område med 233 invånare (den 31 december 1951)[10] och omfattande en areal av 5,10 km², varav 4,30 km² land, från Rödöns församling till Näskotts församling.[11]

### Pastorat
Rödöns församling har varit  moderförsamling i pastorat där Näskotts församling ingått sedan tidigt, Aspås församling sedan 1400-talet och Ås församling från 1400-talet till 1 maj 1935 och från 1962. Ås församling utgjorde ett eget pastorat från den 1 maj 1935 (enligt beslut den 27 oktober 1933) till den 1 januari 1962. Från 2018 ingår församlingen i Krokoms pastorat.
Kyrkoherden i pastoratet var ansvarig för kyrkobokföringen i pastoratets församlingar. Enligt kunglig resolution den 19 maj 1922 blev komministrarna i Aspås församling och Ås församling ansvariga att sköta kyrkobokföringen var och en för sin församling. I Statistiska centralbyråns rapport över folkräkningen den 31 december 1940, utifrån den administrativa och ecklesiastika indelningen den 1 januari 1941, hade Näskotts församlings komminister eller där baserad kyrkoadjunkt också tagit över ansvaret för kyrkobokföringen i den församlingen.

## Areal
Rödöns församling omfattade den 1 januari 1911 (baserat på generalstabens kartor i skala 100:000 upprättade under åren 1899-1905) 256,45 km², varav 174,58 km² land. Den 1 januari 1981 omfattade församlingen en areal av 229,8 km², varav 148,5 km².

## Kyrkor
- Rödöns kyrka
- Krokoms kyrka

Krokoms gamla kyrka (Krokoms kyrksal) stängdes 2010 och revs 2012. Verksamheten i Krokom bedrevs i stället i en lokal kallad Kyrkporten fram till invigningen av en ny kyrka 2013.